# Afrikaans kampioenschap hockey vrouwen 2017
De zevende editie van het Afrikaans kampioenschap hockey voor vrouwen werd in 2017 gehouden in het Egyptische Ismaïlia. Het toernooi met vijf deelnemers werd gehouden van 22 tot en met 29 oktober. Zuid-Afrika won voor de zevende keer op rij en kwalificeerde zich hiermee voor het wereldkampioenschap van 2018.

## Uitslagen

### Groepsfase
De landen speelden een keer tegen elk ander land. De beste twee landen speelden de finale. De nummers drie en vier om het brons.
| Team        | GS | W | G | V | DV | DT | DS  | Ptn |
| ----------- | -- | - | - | - | -- | -- | --- | --- |
| Zuid-Afrika | 4  | 4 | 0 | 0 | 24 | 0  | +24 | 12  |
| Ghana       | 4  | 3 | 0 | 1 | 9  | 4  | +5  | 9   |
| Kenia       | 4  | 2 | 0 | 2 | 3  | 7  | -4  | 6   |
| Nigeria     | 4  | 0 | 1 | 3 | 1  | 8  | -7  | 1   |
| Egypte      | 4  | 0 | 1 | 3 | 1  | 19 | -18 | 1'  |

| 22 oktober 2017 12:00 |           |        |                                                                                               |
| Nigeria               | 1–1       | Egypte | Suez Canal Authority Hockey Stadium Scheidsrechters: Andrea Nicholson (RSA) Tina Agunda (KEN) |
|                       | (verslag) |        | Suez Canal Authority Hockey Stadium Scheidsrechters: Andrea Nicholson (RSA) Tina Agunda (KEN) |

| 22 oktober 2017 14:00 |           |             | |
| Kenia                 | 0–5       | Zuid-Afrika | Suez Canal Authority Hockey Stadium Scheidsrechters: Celine Martin-Schmets (BEL) Sampou Ebitmi (NGA) |
|                       | (verslag) |             | Suez Canal Authority Hockey Stadium Scheidsrechters: Celine Martin-Schmets (BEL) Sampou Ebitmi (NGA) |

| 23 oktober 2017 12:00 |           |         |                                                                                              |
| Zuid-Afrika           | 5–0       | Nigeria | Suez Canal Authority Hockey Stadium Scheidsrechters: Cynthia Clement (GHA) Tina Agunda (KEN) |
|                       | (verslag) |         | Suez Canal Authority Hockey Stadium Scheidsrechters: Cynthia Clement (GHA) Tina Agunda (KEN) |

| 23 oktober 2017 14:00 |           |       |                                                                                                   |
| Kenia                 | 1–2       | Ghana | Suez Canal Authority Hockey Stadium Scheidsrechters: Claire Druijts (NED) Fatma Abdel Hamid (EGY) |
|                       | (verslag) |       | Suez Canal Authority Hockey Stadium Scheidsrechters: Claire Druijts (NED) Fatma Abdel Hamid (EGY) |

| 25 oktober 2017 12:00 |           |        | |
| Ghana                 | 6–0       | Egypte | Suez Canal Authority Hockey Stadium Scheidsrechters: Sampou Ebitmi (NGA) Celine Martin-Schmets (BEL) |
|                       | (verslag) |        | Suez Canal Authority Hockey Stadium Scheidsrechters: Sampou Ebitmi (NGA) Celine Martin-Schmets (BEL) |

| 25 oktober 2017 14:00 |           |         | |
| Kenia                 | 1–0       | Nigeria | Suez Canal Authority Hockey Stadium Scheidsrechters: Cynthia Clement (GHA) Fatma Abdel Hamid (EGY) |
|                       | (verslag) |         | Suez Canal Authority Hockey Stadium Scheidsrechters: Cynthia Clement (GHA) Fatma Abdel Hamid (EGY) |

| 26 oktober 2017 10:00 |           |        |                                                                                               |
| Zuid-Afrika           | 11–0      | Egypte | Suez Canal Authority Hockey Stadium Scheidsrechters: Deborah Agunda (KEN) Sampou Ebitmi (NGA) |
|                       | (verslag) |        | Suez Canal Authority Hockey Stadium Scheidsrechters: Deborah Agunda (KEN) Sampou Ebitmi (NGA) |

| 26 oktober 2017 12:00 |           |         |                                                                                                  |
| Ghana                 | 1–0       | Nigeria | Suez Canal Authority Hockey Stadium Scheidsrechters: Claire Druijts (NED) Andrea Nicholson (RSA) |
|                       | (verslag) |         | Suez Canal Authority Hockey Stadium Scheidsrechters: Claire Druijts (NED) Andrea Nicholson (RSA) |

| 28 oktober 2017 12:00 |           |             | |
| Ghana                 | 0–3       | Zuid-Afrika | Suez Canal Authority Hockey Stadium Scheidsrechters: Celine Martin-Schmets (BEL) Deborah Agunda (KEN) |
|                       | (verslag) |             | Suez Canal Authority Hockey Stadium Scheidsrechters: Celine Martin-Schmets (BEL) Deborah Agunda (KEN) |

| 28 oktober 2017 14:00 |           |       |                                                                                                 |
| Egypte                | 0–1       | Kenia | Suez Canal Authority Hockey Stadium Scheidsrechters: Cynthia Clement (GHA) Claire Druijts (NED) |
|                       | (verslag) |       | Suez Canal Authority Hockey Stadium Scheidsrechters: Cynthia Clement (GHA) Claire Druijts (NED) |

### Plaatsingswedstrijden
Om de 3e/4e plaats
| 29 oktober 2017 11:00 |                         |         | |
| Kenia                 | 3–3 (1-2 na shoot-outs) | Nigeria | Suez Canal Authority Hockey Stadium Scheidsrechters: Andrea Nicholson (RSA) Fatma Abdel Hamid (EGY) |
|                       | (verslag)               |         | Suez Canal Authority Hockey Stadium Scheidsrechters: Andrea Nicholson (RSA) Fatma Abdel Hamid (EGY) |

Finale
| 29 oktober 2017 13:30 |           |       | |
| Zuid-Afrika           | 4–0       | Ghana | Suez Canal Authority Hockey Stadium Scheidsrechters: Celine Martin-Schmets (BEL) Claire Druijts (NED) |
|                       | (verslag) |       | Suez Canal Authority Hockey Stadium Scheidsrechters: Celine Martin-Schmets (BEL) Claire Druijts (NED) |

## Eindrangschikking
| rang   | land        |
| ------ | ----------- |
| Goud   | Zuid-Afrika |
| Zilver | Ghana       |
| Brons  | Nigeria     |
| 4      | Kenia       |
| 5      | Egypte      |